# Universidade de Quancim
A Universidade de Quancim (广西大学, em chinês; Guangxi Daxue, em pinyin) é uma universidade estadual localizada em Nanning, capital de Quancim, na China.

## Áreas de ensino
1. Filosofia
2. Economia
3. Direito
4. Educação
5. Artes liberais
6. Ciência
7. Engenharia
8. Agricultura
9. Administração